# Aprasia pseudopulchella
Aprasia pseudopulchella är en ödleart som beskrevs av  Arnold Girard Kluge 1974. Aprasia pseudopulchella ingår i släktet Aprasia och familjen fenfotingar. IUCN kategoriserar arten globalt som nära hotad. Inga underarter finns listade i Catalogue of Life.
Arten förekommer i delstaten South Australia i Australien. Honor lägger ägg.